# فرد ميلر (لاعب كرة قاعدة)
فرد ميلر (بالإنجليزية: Fred Miller)‏ هو لاعب كرة قاعدة أمريكي، ولد في 28 يونيو 1886 في Oakford, Indiana ‏ في الولايات المتحدة، وتوفي في 2 مايو 1953 في بروكفيل في الولايات المتحدة.

## وصلات خارجية
- فرد ميلر على موقعبيزبول رفرنس.كوم (الدوري الرئيسي) (الإنجليزية)
- فرد ميلر على موقعبيزبول رفرنس.كوم (الدوري الثانوي) (الإنجليزية)